# Ван Гуанфа
Ван Гуанфа (спрощ.: 王广发; кит. трад.: 王廣發, 1964) — китайський лікар. Він є експертом з пульмонології у першій лікарні Пекінського університету.

## Кар'єра
У 1981 році Ван Гуанфа вступив до Пекінського медичного університету за спеціальністю «лікувальна справа», який закінчив у 1987 році та отримав ступінь бакалавра. Між 1995 і 1996 роками він навчався в медичному університеті Їчі за спеціальністю респіраторна медицина. Пізніше він отримав ступінь магістра в Пекінському університеті в 2001 році і ступінь доктора в 2006 році.
З 1998 року Ван Гуанфа розпочав працювати в першій лікарні Пекінського університету. Під час спалаху SARS він працював головним інспектором і керівником групи експертів з SARS у першій лікарні Пекінського університету, відповідаючи за лікування SARS у лікарні.
У січні 2020 року в Ухані стався спалах «пневмонії невідомої причини» (пізніше відомий як COVID-19). Ван був одним із членів експертної групи Національної комісії з охорони здоров'я та відвідав Ухань. 10 січня Ван сказав Центральному телебаченню Китаю (CCTV), що «існувала невизначеність щодо передачі інфекції від людини до людини», і спалах можна було «попередити та контролювати». Однак Ван Гуанфа був інфікований COVID-19, і був госпіталізований 21 січня. 30 січня він одужав, і був виписаний з лікарні.